# Me Tira da Mira
Me Tira da Mira é um filme de comédia brasileiro de 2022, dirigido por Hsu Chien e produzido por Flávia Goulart. O filme foi lançado nos cinemas do Brasil a partir de 24 de março de 2022 pela Imagem Filmes.
Me Tira da Mira apresenta roteiro original escrito por Claudio Simões, Beatriz Rhaddour, Diego Timbó, Regiana Antonini e Junior Provesi. O filme acompanha uma investigação criminal desastrosa sobre a morte de uma famosa atriz, Antuérpia Fox, em uma clínica de realinhamento energético. O filme arrecadou R$ 389,5 mil em seu final de semana de estreia registrando um público de 20 mil espectadores, números considerados satisfatórios para produções nacionais. Entretanto, foi recebido negativamente pelos críticos de cinema que, no geral, fizeram duras críticas ao roteiro confuso do filme.

## Enredo
A policial civil Roberta (Cleo) se infiltra em uma clínica de realinhamento energético com o propósito de investigar a morte misteriosa da atriz Antuérpia Fox (Vera Fischer). Durante as investigações, ela precisa lidar com os dramas da atriz Natasha Ferrero (Júlia Rabello), que está enfrentando um "cancelamento" na internet, e também com um amor mal resolvido do passado com o policial federal Rodrigo (Sérgio Guizé), o qual está em investigação de uma suspeita de tráfico internacional envolvendo a mesma clínica.

## Elenco
- Cléo Pires como Roberta
- Sergio Guizé como Rodrigo
- Fiuk como Lucas
- Fábio Júnior como Jorge
- Vera Fischer como Antuérpia Fox
- Júlia Rabello como Natasha Ferrero
- Bruna Ciocca como Drª. Isabela
- Kaysar Dadour como Javier
- Silvero Pereira como Ramirez
- Cris Vianna como Ângela Bianchinni
- Stênio Garcia como Paulo Bianchinni
- Carla Cristina Cardoso como Valeska
- Adriana Birolli como Patrícia
- Maria Gladys como Lisiê
- Vilma Melo como Marta
- Viih Tube como Amanda Jéssica
- GKay como Laura Lipsync
- Mel Maia como Roberta (jovem)

## Produção
Me Tira da Mira é uma produção realizada em parceria entre a Provesi e Uno Produções. É dirigido por Hsu Chien e escrito entre cinco roteiristas, sendo eles Claudio Simões, Beatriz Rhaddour, Diego Timbó, Regiana Antonini e Junior Provesi. As gravações ocorreram inteiramente no Rio de Janeiro, durante a pandemia de COVID-19. As filmagens foram concluídas em 17 de janeiro de 2021. Por conta dos protocolos de segurança, os ensaios e leituras do roteiro foram realizados remotamente via internet. O elenco se reuniu presencialmente apenas para as gravações das cenas.
O filme marca a estreia da atriz e cantora Cleo, protagonista da trama, como produtora, ao lado de Diego Timbó, Júnior Provesi e Flávia Goulart. Me Tira da Mira conta com uma trilha sonora inédita com direção de Diego Timbó. A faixa "Criminal", interpretadas por Ella & The Pepper Juice, Xamã, JS O Mão de Ouro e Franglish, em uma união de Brasil, Noruega e França, é uma das músicas que compõem a trilha.

### Elenco
O filme reúne um elenco de diversas celebridades digitais e do entretenimento com atores consagrados da dramaturgia nacional. A escolha de pessoas famosas no mundo digital foi uma tática para atrair o público jovem aos cinemas. Gkay e Viih Tube, conhecidas pela popularidade nas redes sociais foram convidadas para fazer participações especiais. Antes do filme estrear, Viih Tube e Fiuk, também integrante do elenco do filme, participaram do reality show Big Brother Brasil 21, que foi ao ar na TV Globo em 2021 e fez um grande sucesso de público, trazendo mais visibilidade ao filme. Outro ex-participante do Big Brother Brasil, Kaysar Dadour, também foi convidado para fazer uma participação especial. O filme reúne, pela primeira vez, os irmãos Cleo e Fiuk com o pais deles, o cantor Fábio Júnior, em uma produção. Integram o elenco também atores já conhecidos por suas performances no cinema, entre eles Vera Fischer, Maria Gladys e Stênio Garcia.

## Lançamento
Me Tira da Mira foi lançado nos cinemas a partir de 24 de março de 2022 após uma série de adiamentos provocados em decorrência da pandemia de COVID-19. Inicialmente, o filme tinha previsão de estreia em 24 de fevereiro de 2022 pela Imagem Filmes. Após a passagem pelos cinemas, o filme foi lançado com exclusividade pela HBO Max em 20 de maio de 2022.

## Recepção

### Bilheteria
Em seu primeiro final de semana de exibição, o filme atingiu a marca de 20 mil ingressos vendidos. Nesse período, a arrecadação foi de R$ 389,5 mil.

### Resposta da crítica
O filme foi recepcionado com críticas negativas pelos críticos de cinema. Matheus Mans, escrevendo para o website Esquina da Cultura, o definiu como um filme com boas referências, mas mal escrito: "Não dá pra saber, no final, o que Me Tira da Mira quer. A ação é mal dirigida, com muitos problemas de lógica. Talvez pela falta de ensaio que Hsu admitiu durante a coletiva. A comédia não funciona para além do núcleo Cléo-Fiuk-Fábio. E, com isso, Me Tira da Mira se torna esquecível, banal. Escrevo esse filme uma semana depois que assisti. E quase não lembro mais."
Fernanda Talarico, para o website Splash, escreveu: "O problema do longa se inicia justamente em não focar na trama principal, pois as histórias paralelas fazem o roteiro perder força e confundem o espectador. São inúmeros personagens que não ajudam ou acrescentam, pelo contrário, eles travam o desenvolvimento e ritmo. Em dado momento, você deseja só acompanhar Roberta e sua saga para chegar ao fim da investigação. O foco muda a todo tempo para dar protagonismo a alguém que não faz diferença, mas precisa justificar a sua presença no título."

Denis Le Senechal Klimiuc, crítico do Cinema com Rapadura, escreveu: "[...] o diretor Hsu Chien Hsin, que claramente tem domínio sobre o timing cômico do roteiro escrito por Beatriz Hadour e Claudio Simões, poderia ter apostado um pouco mais no desenvolvimento em tela de seus coadjuvantes, pois todos estão afiados e roubam suas respectivas cenas. Destaque para a atuação visceral e divertidíssima de Silvero Pereira como Ramirez, vilão à la James Bond. Talvez, o filme tivesse tido mais proveito se transformado em uma minissérie, ou caso sua parcela de personagens fosse significativamente reduzida, deixando apenas Roberta, Isabela e Natasha em foco, e abandonando as brincadeiras que o trio parada dura Cleo, Fiuk e Fábio adotaram."